# Cupania guatemalensis
Cupania guatemalensis là một loài thực vật có hoa trong họ Bồ hòn. Loài này được (Turcz.) Radlk. mô tả khoa học đầu tiên năm 1879.